# Zelina Breška
 Zelina Breška  falu Horvátországban Zágráb megyében. Közigazgatásilag Ivanić-Gradhoz tartozik.

## Fekvése
Zágrábtól 31 km-re délkeletre, községközpontjától  5 km-re nyugatra, az A3-as autópálya mellett fekszik. 

## Története
1857-ben 93, 1910-ben 208 lakosa volt. Trianonig Zágráb vármegye Dugo Seloi járásához tartozott. A településnek 2001-ben 136 lakosa volt. 

## Lakosság
| Lakosság változása | Lakosság változása | Lakosság változása | Lakosság változása | Lakosság változása | Lakosság változása | Lakosság változása | Lakosság változása | Lakosság változása | Lakosság változása | Lakosság változása | Lakosság változása | Lakosság változása | Lakosság változása | Lakosság változása |
| ------------------ | ------------------ | ------------------ | ------------------ | ------------------ | ------------------ | ------------------ | ------------------ | ------------------ | ------------------ | ------------------ | ------------------ | ------------------ | ------------------ | ------------------ |
| 1857               | 1869               | 1880               | 1890               | 1900               | 1910               | 1921               | 1931               | 1948               | 1953               | 1961               | 1971               | 1981               | 1991               | 2001               |
| 93                 | 91                 | 75                 | 95                 | 110                | 208                | 181                | 190                | 103                | 186                | 202                | 90                 | 136                | 120                | 136                |

## Külső hivatkozások
Ivanić-Grad hivatalos oldala